# Uniwersytet Balearów

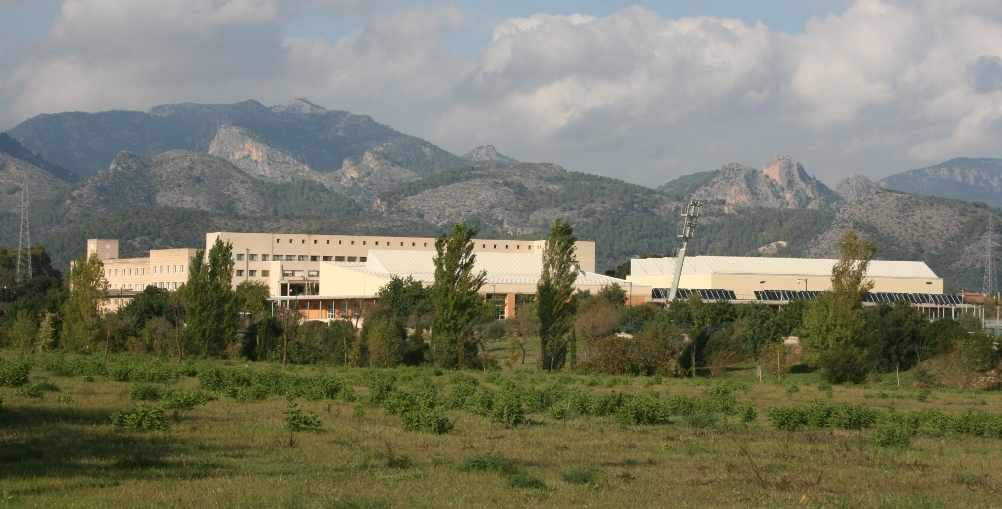
Kampus uniwersytetu

Uniwersytet Balearów (kat. Universitat de les Illes Balears, hiszp. Universidad de las Islas Baleares) – publiczna uczelnia w Palmie na Majorce, w Hiszpanii. W obecnej formie istnieje od 1978 roku, jest finansowana przez Rząd Balearów.

## Historia

### Początki
Najodleglejszego poprzednika Uniwersytetu można znaleźć w jednym z pierwszych aktów panowania Jakuba II z Majorki, który wspiera pomysł Ramona Llulla stworzenia szkoły misyjnej. W tym celu około 1275 roku przyznał roczny dochód w wysokości 500 złotych guldenów obciążających skarbiec królewski i nabył gospodarstwo Miramar w pobliżu Valldemossa, gdzie założono szkołę.

### Estudi General Lul·lià
W 1483 roku Estudi General Lul·lià zostało utworzone jako ośrodek szkolnictwa wyższego na mocy przywileju królewskiego przyznanego Kordobie przez króla Ferdynanda Aragońskiego. Estudi General Lul·lià, pod radą powierniczą Gran i General Consell posiadało główną siedzibę w Monti-sion i mogło nadawać stopnie naukowe z zakresu teologii, filozofii i sztuki, ale ważne tylko na terytoriach monarchii hiszpańskiej. W 1673 r. bulla papieska Klemensa X nadała jego tytułom uniwersalną ważność i umożliwiła przekształcenie go w uniwersytet.

### Uniwersytet Lul·lian i Uniwersytet Literacki Majorki
Uniwersytet Lul·lian na Majorce został utworzony w 1691 roku w wyniku konwersji Estudi General Lul·lià i otrzymał statuty i przywileje regulujące jego organizację, które zostały usankcjonowane przez Karola II w 1697 roku. W 1772 roku królewski dekret zniósł nazwę Lul·lian, a uczelnia stała się Uniwersytetem Literackim Majorki. Fakt ten był zgodny z polityką, która z Madrytu promowała ujednolicenie wszystkich hiszpańskich uniwersytetów poprzez szeroko zakrojoną reformę ich programów nauczania, a w przypadku Majorki stanowiła impuls dla rozwoju nowych dyscyplin wiedzy, chociaż przewaga wyraźnie religijnego charakteru pracy naukowej była tam kontynuowana.

### Seminarium duchowne
W 1829 roku dekret królewski zniósł Uniwersytet Literacki Majorki i przekształcił go w seminarium duchowne przy Uniwersytecie w Cerverze. W 1840 roku Rada Zarządzająca Majorki ustanowiła Uniwersytet Literacki Balearów, jednak został on zlikwidowany już w 1842 roku. Po jego likwidacji powstała ponad stuletnia przerwa w istnieniu szkolnictwa wyższego na Majorce.

### Powrót Estudi General Lul·lià i Uniwersytet Balearów
W 1951 r. Estudi General Lul·lià zostało ponownie założone, aby przywrócić szkolnictwo wyższe na Balearach, a 16 marca 1978 roku zostało przekształcone wraz z uczelniami, które pojawiły się na Majorce w Uniwersytet Balearów.

## Struktura
Uniwersytet Balearów dzieli się na:
- Escola Politècnica Superior
- Escola Universitària d'Estudis Empresarials
- Escola Universitària d'Hoteleria
- Escola Universitària d'Infermeria i Fisioteràpia
- Escola Universitària de Turisme
- Facultat de Ciències
- Facultat de Ciències Econòmiques i Empresarials
- Facultat de Dret
- Facultat d'Educació
- Facultat de Filosofia i Lletres
- Facultat de Medicina
- Facultat de Psicologia

Poza nimi w skład uniwersytetu wchodzą również wydziały zamiejscowe na Ibizie i Minorce.

## Transport

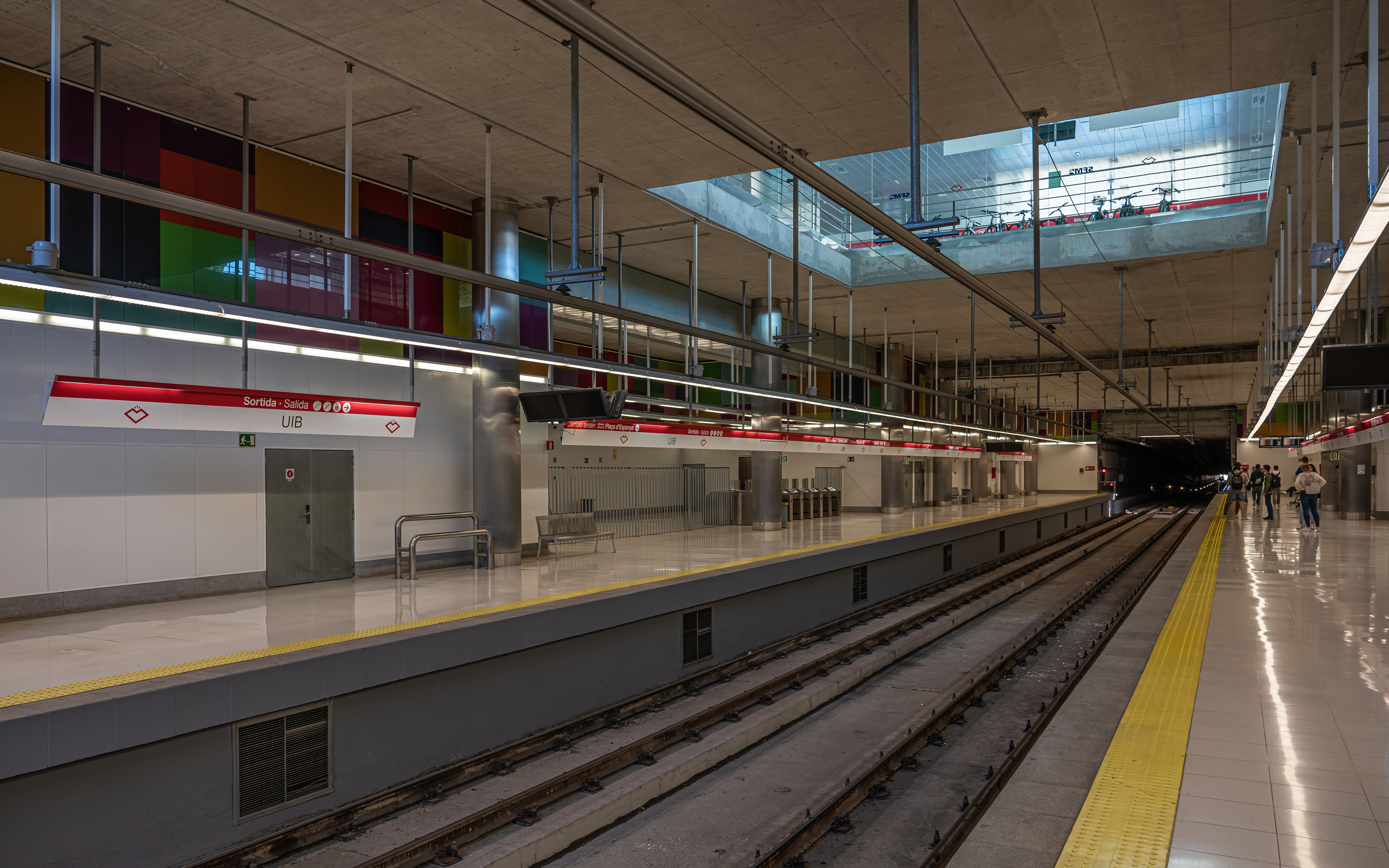
Stacja metra UIB

Do kampusu Uniwersytetu Balearów dojeżdża linia M1 Metra w Palma de Mallorca.